# Beaminster
Beaminster est une ville et une paroisse civile dans le comté du Dorset, en Angleterre, à environ 24 km de la ville de Dorchester. En 2013, sa population était de 3 100 habitants.
Dans son histoire, Beaminster a été un centre de fabrication de linge de maison et les lainages, les matières premières pour lesquelles étaient produites dans la campagne environnante. La ville a connu trois graves incendies pendant les XVIIe et XVIIIe siècles ; le premier d'entre eux, au cours de la première révolution anglaise, a presque détruit le tissu de la ville.
L'église paroissiale de Beaminster est remarquable pour son architecture, en particulier sa tour.

## Jumelage
- Saint-James (France) depuis 1978[1]

## Personnalités liées à la ville
- Thomas Sprat (1635-1713), évêque anglican, poète et scientifique, y est né ;